# Teufelstisch (Lemberg)

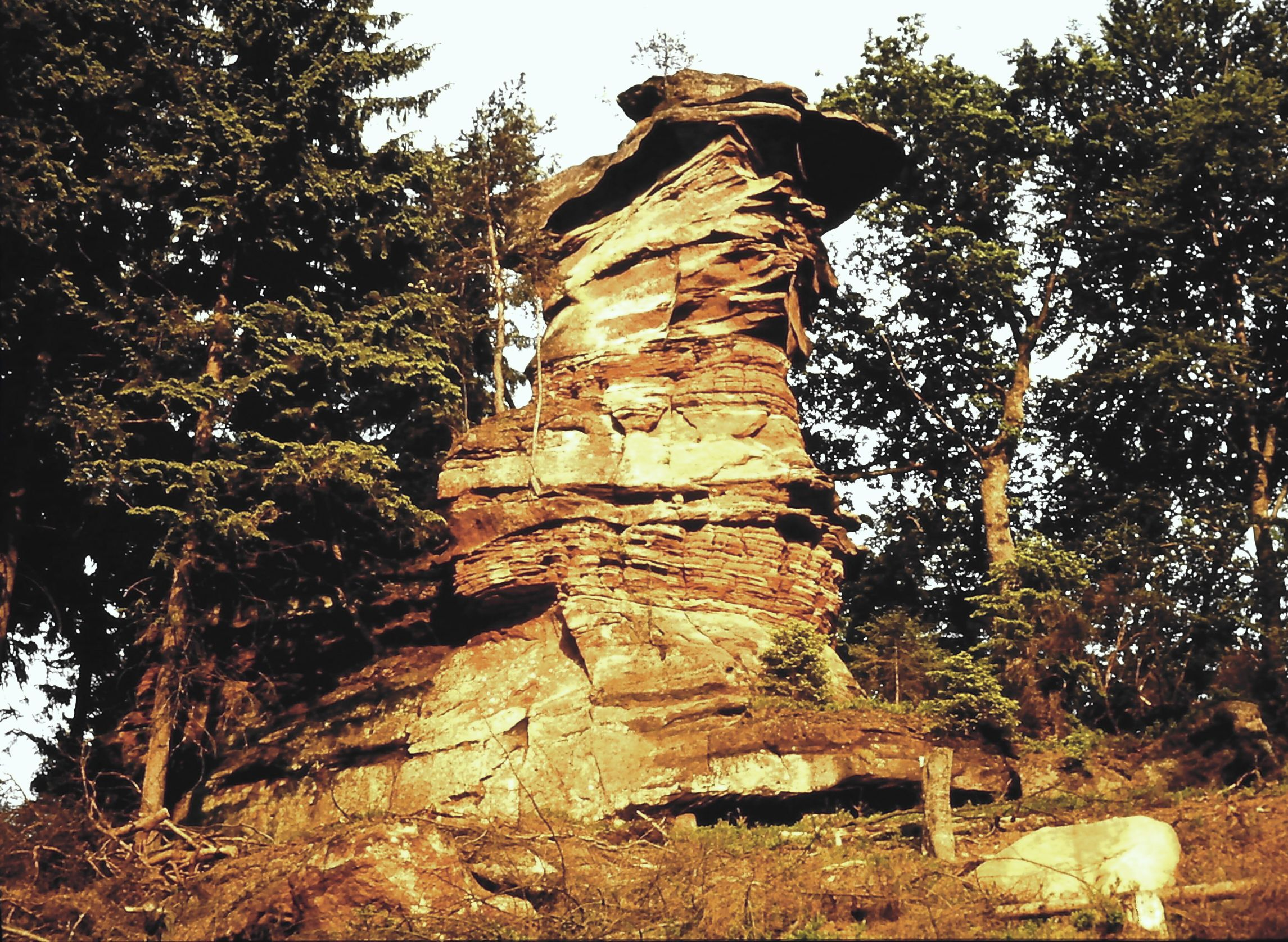
Teufelstisch von Salzwoog

Der Teufelstisch von Salzwoog, das als Ortsbezirk zur Gemeinde Lemberg gehört, ist ein markanter Pilzfelsen im deutschen Teil des Wasgaus, dem südlichen Pfälzerwald (Rheinland-Pfalz). Die Felsformation liegt 5 km südwestlich des größeren und weitaus bekannteren Teufelstischs von Hinterweidenthal, der zudem die eindrucksvollere „Tischform“ aufzuweisen hat. Ein weiterer derartiger Felsen ist der Teufelstisch von Eppenbrunn 10 km südwestlich. Im Pfälzerwald gibt es mehr als 20 solcher Pilzfelsen, die allerdings alle wesentlich kleiner sind als die drei genannten. Gerade im Dahner Felsenland, wie die nach Osten hin liegende Region genannt wird, sind derart auffällig geformte Felsen recht häufig.

## Geographie
Der Teufelstisch von Salzwoog steht auf 303 m ü. NHN nahe der Kuppe einer 320,2 m hohen Erhebung. Nordwestlich unterhalb in der Talaue fließen auf 232 m Höhe der Kröppenbach/Buchbach und der Storrbach zum Salzbach zusammen, einem rechten Nebenfluss der Lauter, die am Oberlauf Wieslauter genannt wird. Im Tal verläuft links des Salzbachs die Landesstraße 486, die von Lemberg über Salzwoog nach Hinterweidenthal führt. Vom nächsten Parkplatz – er liegt im Tal zwischen den beiden Bächen – ist der rund 60 m höher gelegene Teufelstisch 800 m entfernt. Er ist über den mit einem gelben Balken gekennzeichneten Fernwanderweg Pirmasens–Belfort nach Dahn erreichbar, von dem nach links der Fußweg zur Kuppe abzweigt. An deren höchstem Punkt, oberhalb des Felsens, gibt es einen Rastplatz, der einen Rundblick auf die Salzbachaue bietet.

## Geologie
Beim Teufelstisch von Salzwoog handelt sich wie bei seinem „großen Bruder“ von Hinterweidenthal um einen Buntsandsteinfelsen, der an einen einbeinigen Tisch erinnert. Durch Erosion wurden die ihn umgebenden weicheren Oberflächenbestandteile abgetragen, während der harte Felskern stehen blieb. So liegt nun eine – allerdings etwas klein geratene – „Tischplatte“ quer über einem massiven „Tischfuß“.
Der Teufelstisch von Salzwoog wird als der zweitgrößte Tischfelsen in der Pfalz angesehen, was allerdings von der Einordnung der Messungen abhängt. Zur mit 8 m angegebenen Höhe des eigentlichen Tischs wird nämlich mitunter auch die felsige Basis hinzugerechnet; dies führt zur Angabe einer Maximalhöhe von 20 m.

## Tourismus
Der Salzwooger Teufelstisch ist als Zwischenziel in eine Variante der Rundwanderung 9 des Wanderportals Pfalz eingebunden.